# نویهمسباخ
نویهمسباخ (به آلمانی: Neuhemsbach) یک شهر در آلمان است که در کایزرسلاوترن واقع شده‌است. نویهمسباخ ۸۳۴ نفر جمعیت دارد.